# Музыка Башкортостана
Музыка Башкортостана — музыка народов, населяющих Республику Башкортостан за свою историю.

## История
Музыкальное творчество башкир имеет древние корни. Песенно-поэтический фольклор башкир состоит из двух групп:
1. Произведения народного творчества с преобладанием в них текстового, поэтического начала — древние сказания «Кузый Курпэс и Маянхылу», «Алпамыша и Барсынхылу», «Акбузат» в форме иртэков и кубаиров. Поэтический текст кубаиров «сказывается» нараспев. Ритмика короткая, речитативного склада. Мелодии кубаиров подчинены метрике семисложного «кубаирского стиха».
2. Эпико-поэтический жанр баит — поэтическое произведение устной традиции. В основу бейета положен чаще всего драматический сюжет, об историческом или бытовом событии, ярких, героических личностях. Байты, так же как кубаиры, исполняются речитативом нараспев.
Исторические песни и наигрыши сформировались в эпоху расцвета башкирского эпоса («Урал», «Семирод», «Искендер», «Султанбек», «Боягым хан»). К XVIII веку возникает новый пласт исторических песен, в которых патриотическая тема родины и народного единства сплетается с гневными мотивами протеста и борьбы с угнетением и колонизацией (см. песни «Разорение», «Колой кантон», «Тевкелев» и др.)
Историческая песня — активно развивающийся жанр, отражающий важнейшие моменты истории башкирского народа. Есть песни о событиях первой мировой войны, о революции, гражданской войне, о памятных днях нашей действительности.
Самостоятельную группу музыкального творчества составляют лирические песни о девичьей и женской доле. Такие, как «Таштугай», «Салимакай», «Зюльхизя», «Шаура», представляют классические образы башкирского лирического мелоса. Весьма развита в башкирской музыке любовная лирика. Любонные песни отличаются целомудрием, поэтизацией чувства любви и его носителей.
Среди бытовых песен — застольные, гостевые песни, песни на шуточные и сатирические сюжеты, а также плясовые. Самостоятельную группу составляют песни колыбельные и детские. В конце XIX в. появились так называемые песни зимогоров, отражающие труд и быт башкир, работающих на промыслах, фабриках и заводах.
С установлением советской власти в Башкирии начала развиваться профессиональная культура. Были открыты музыкальные школы, музыкальный техникум (1922, с 1926 техникум искусств, с 1932 музыкальное училище в Уфе, создана Башкирская студия при Московской консерватории (1932). Среди первых профессиональных произведений — песни и хоры, а также музыка к спектаклям драматического театра (Х. К. Ибрагимов, Г. С. Альмухаметов, С. Х. Габяши, М. М. Валеев, К. Ю. Рахимов). В 1940-х годах были поставлены первые национальные оперы — «Хакмар» Валеева (1940, 2-я редакция под названием «Айхылыу», совместно с Н. И. Пейко, 1943), «Мэргэн» (1940) и «Ашказар» (1944), Эйхенвальда, «Карлугас», «Чемберджи» (1941), «Акбузат» Заимова и Спадавеккиа (1942), «Азат» Муртазина (1949).
В сентябре 1964 года в Уфе прошла Неделя башкирской музыки. В Уфу приезжали члены секретариата Союза композиторов РСФСР включая Д. Д. Шостаковича. По окончании смотра Д. Д. Шостакович сказал, что «… высокий уровень творчества башкирских композиторов очень порадовал. В то же время хочется сделать ряд критических замечаний. Башкирские композиторы ещё мало создали произведений о нашем рабочем классе. Воспеть его будни, его замечательные трудовые достижения, его подвиги — их первейшая обязанность, и я уверен, что они эту обязанность в скором времени выполнят».

## Народная музыка
Особенности башкирской музыки: одноголосность. Разновидности: узун-кюй (долгий, протяжный напев, включающий широкораспевные метроритмически свободные песни или инструментальные мелодии импровизационного склада), уртаса-кюй (полупротяжный напев), кыска-кюй (короткий напев, включающий скорые, чёткие по структуре ритмические моторные песни или изобразительные пьесы). К кыска-кюй примыкают различные виды инструментальных мелодий: марши, сопровождающие военные мужские танцы; кыланып-бейеу — мелодии, связанные с героическими танцами; бейеу-кюй — лирические и плясовые напевы; Токмак — плясовая песня типа частушки.
Песни и инструментальные наигрыши башкир близки по содержанию и по музыкально-стилевым признакам. Инструментальная народная музыка башкир, представленная наигрышами на курае, реже на кубызе, а в послереволюционный период на гармони и скрипке. Исполнение песен и наигрышей часто предваряется легендой (йыр тарихы) об истории возникновения данной песни или напева.
О близости вокальных и инструментальных форм башкирской народной музыки говорит наличие такого оригинального вида музицирования, как «узляу» (эзлэу), представляющего собою особый способ исполнения одним певцом двухголосия, являющегося своеобразной имитацией звучания народного инструмента курая.
Классическим жанром народной песенности является группа узун-кюй (протяжных медленных песен и наигрышей). По существу, термин узун-кюй (езен кей) есть не только определение типа мелодии, им в народе определяют жанровые и стилевые черты как самого напева, так и стиль его исполнения. В широком смысле узун-кюй есть совокупность стилевых и жанровых приёмов, выработанных многовековой художественной практикой, когда создатель напева был и его первым исполнителем, когда мастерство импровизации, в пределах эстетических норм, выработанных традицией, лежало в основе народного искусства. В более узком смысле, под узун-кюй подразумевают медленную, протяжную песню или наигрыш. Инструментальные мелодии в стиле узун-кюй являются чаще всего вариантами песен, довольно своеобразными и развитыми по своей форме.
Термином «кыска-кюй» (кыска кей), то есть короткая песня, определяется очень широкий пласт народно-песенного искусства, вокальные мелодии и инструментальные напевы в жанре кыска-кюй обычно связаны с бытовыми и лирическими темами, но встречаются кыска-кюй и на исторические темы.
Так же, как песни типа узун-кюй, песни в стиле кыска-кюй имеют свои характерные особенности, которые вероятно, складывались на протяжении очень длительного периода. Понятие кыска-кюй, так же, как и узун-кюй, включает в себя определённые стилевые черты напева и характера его исполнения.
По своему содержанию и жанровым признакам напевы кыска-кюй можно подразделить на несколько групп. Ряд песен в стиле кыска-кюй называют в народе hалмаk кей, то есть спокойная песня. Они исполняются в умеренном темпе, имеют лирико-созерцательный характер, чаще всего в них воспеваются образы природы. Можно привести, например, песни «Тюяляс», «Круглое озеро», «Степной Еркей».
К характерным особенностям башкиркой народной музыки относятся следующие:
- образно-эмоциональная содержательность[3];
- интонационные идиомы национальной музыки (обороты, включающие характерную интервалику, например, ходы на кварту, как наиболее типичные для озон-кюй, или ходы на большую секунду и малую терцию);
- ладовые средства (например, пентатоника);
- тембровые закономерности (имитация курая флейтой);
- типы развития, свойственные фольклорным образцам (песенно-куплетные и вариационные принципы, формы повторности, осгинатности);
- жанры вокальной и инструментальной музыки, воспроизведённые или претворённые в профессиональном музыкальном искусстве (например, озон-кюй, такмак и другие);
- композиционные структуры (например, повторность, периодичность, пара периодичностей и другие).
- широкий диапазон напевов, октавные скачки в мелодии, характерное начало песни от тонической терции к квинте, интонационный оборот по звукам трезвучия от квинты через терцию к основному тону, внутрислоговые распевы.

К особенностям башкирской музыки, имеющим черты «восточной музыки» относятся опевание, орнаментика, секвенционность, остинатность.
В то же время композитор Г. Свиридов, живший во время Великой Отечественной войны в Башкортостане (г. Бирск) считал, что башкирская музыка в корне отличается от музыки всех тюркских и восточных народов и наиболее близка по своей природе к пентатонике кельтских народов.
Изучением и записыванием башкирских народных песен занимались искусствоведы Игнатьев, А. Н. Оводов, Г. Х. Еникеев и др. С. Г. Рыбаковым, М. И. Султановым были изданы сборники музыки и песен уральских мусульман. В медресе «Галия» в г. Уфе изучали музыку (преподаватель — профессор Варшавской консерватории В. Клеменц), был создан хор и оркестр.
К наиболее древним жанрам башкирского музыкального фольклора относятся эпические кубаиры (былины) и баиты (сюжетные песни-сказы), а также свадебные причитания (сенляу) и величания (теляк). Широтой распева, метроритмической свободой, богатством мелодической орнаментики отличаются протяжные песни (озон-кюй); на мелодической скороговорке основаны чёткие по структуре и ритмические рисунки, быстрые и короткие песни (кыска-кюй). К кыска-кюй по музыкальному характеру и складу примыкают бию-кюй мелодии, сопровождающие воинственные, изобразительные (калынып-бию), лирические, шуточные, свадебные танцы и так-мак, песни-пляски типа частушек.
См. также Военная история башкир в музыке.

## Орнаментика
Для украшения мелодии в башкирской музыке широко используются мелодические обороты из звуков малой длительности, что обозначается термином орнаментика. В орнаментику входят мелизмы, тираты, пассажи, колоратуры, фигурации, глосы, фиоритуры. Орнаментика бывает описана нотами, обозначенной особыми знаками, не обозначенную в нотах и импровизирующуюся исполнителем.
Вокальная и инструментальная импровизация в башкирской народной музыке является важной составной частью башкирского мелоса. Башкирская орнаментика в отличие от просто виртуозности исполнения имеет в своей основе некое содержание и обусловлена мастерством исполнителя.
Более ярко приёмы орнаментики видны в игре на курае. Нотация музыкального произведения для курая не отражает всех его возможностей.
В игре на курае используются разные виды мелизмов:
- форшлаги при исполнении произведений «Буранбай», «Зюльхизя», «Сибай», «Урал» и др.;
- фермата — продление звука или паузы;
- артикуляционно-штриховая дифференциация — в наигрышах, для обозначения кульминационных мест — в произведениях «Гульназира», «Баик».

В башкирской музыке выделяются следующие виды орнаментики:
- узляу и обертональная трансформация (использовали кураисты А. М. Аиткулов, Дильмухаметов, Ю. М. Исянбаев, Г. З. Сулейманов, Р. Р. Рахимов);
- звукоподражательные образы (крик журавлей, перезвоны, топот копыт).

См. также Башкирская народная песня.

## Академическая музыка
Начиная с XIX века русские и зарубежные композиторы обращались к башкирской народной музыке в своих сочинениях. Это композиторы A. A. Алябьев (Азиатские песни), А. Т. Гречанинов (пятнадцать башкирских мелодий), С. Г. Рыбаков, Н. Я. Мясковский (третья часть
Восьмой симфонии), A.A. Эйхенвальд, Л. Б. Степанов, Л. Н. Лебединский, Н. И. Пейко, А. П. Гладковский, А. Э. Спадавеккиа, I.K. Чемберджи, К. Б. Шуберт (финал струнного квартета), А. Г. Чугаев.
С 1920-х годов в Башкирии развивается профессиональная музыка, создаются музыкальные учебные заведения. Башкирские композиторы Х. К. Ибрагимов, М. М. Валеев, кураисты Ю. М. Исянбаев, Х. Б. Ахметов, Г. Г. Ушанов пишут музыку для спектаклей Башкирского академического театра драмы. Выдающихся башкирские музыканты — певец Г. С. Альмухаметов и кураист Юмабай Исянбаев, гастролируют по стране и за рубежом. При Обществе по изучению быта, истории и культуры Башкирии в Уфе создаётся искусствоведческие секции по изучению фольклора, профессиональной музыки 1920-х годов. В секцию входили И. В. Салтыков, Г. С. Альмухаметов, С. Х. Габяши, А. С. Ключарёв.
В Уфе открылись учебные заведения: музыкальная школа (1920), музыкальное училище (ныне Уфимское училище искусств (УУИ), 1922); башкирские студии при Московской государственной консерватории и Ленинградском хореографическом училище (1932), готовившем кадры для Башкортостана. В 1938 году в Уфе открылся Башкирский оперный театр (с 1941 Башкирский государственный театр оперы и балета (ТОБ)), в 1939 — Башкирская государственная филармония (с муз. лекторием).
В годы войны вклад в музыкальную культуру Башкортостана внесли композиторы А. Э. Спадавеккиа, Н. И. Пейко, Н. К. Чем6ерджи, Эйхенвальд, Л. Б. Степанов, Ф. Е. Козицкий. В ТОБ поставлены оперы «Карлугас» Чемберджи, «Акбузат» Х. Ш. Заимова и Спадавеккиа, «За Родину» Ибрагимова и Козицкого, «Айхылу» Валеева и Пейко, «Мэргэн» и «Ашкадар» Эйхенвальда, балет «Журавлиная песнь» Степанова. Композиторами была созданы серии песен-листовок для воинов-фронтовиков, а также подготовлен сборник «Башкирские композиторы — Красной Армии» с 44 песнями. На фронт ушли студенты учившиеся в башкирской студии при Московской консерватории Р. А. Габитов, Р. А. Муртазин, Займов, Ш. З. Кульборисов, Ш. Ш. Ибрагимов, Х. Ф. Ахметов, а также уфимцы М. З. Баширов, Л. П. Атанова, К. Ю. Рахимов.
В начале 1950-х годов башкирские композиторы уделяют внимание развитию хоровой, симфонической и камерно-инструментальной музыки. Были созданы: «Поэма об Урале» Габитова, кантаты «Башкортостан» и «На просторах полей» Заимова, хоровая сюита «Нефтяники Башкирии» З. Г. Исмагилова, хоры Рахимова, Валеева, Муртазина, Ахметова, воспевающие труд, дружбу народов, призывающие к борьбе за мир. Симфоническая музыка — «Лирическая сюита» Ахметова, «Героическая поэма» Н. Г. Сабитова, «Увертюра на две башкирские темы» Исмагилова, «Праздничная симфониэтта» Муртазина, «Элегия» и «Танцевальная сюита» Валеева. Балеты «Горная быль» Ключарёва, «Горный орёл» Сабитова и Ахметова, оперы «Салават Юлаев» Исмагилова. В 50-60-х годах создаются З. Г. Исмагиловым — опера «Салават Юлаев» (1955), лирико-психологическая драма «Шаура» («Легенда о любви», 1963), муз. комедия «Кодаса» («Свояченица», 1959), лирическая опера «Волны Агидели» (1972); Н. Г. Сабитовым — балеты «Буратино» (1960), «Гюльназира» (1963), «Горный орёл» (совм. с X. Ф. Ахметовым, 1959), «Мурзилка-космонавт» (1964), «Люблю тебя, жизнь» (1967), «Страна Айгуль» (1971); Р. А. Муртазиным — опера «Дауыл» («Буря», 1969); X. Ф. Ахметовым — опера «Замандаштар» («Современники», 1970) о башкирском рабочем классе; А. С. Ключарёвым — балет «Горная быль» (1959) на историко-героический сюжет; X. Ш. Заимовым и А. Г. Чугаевым — балет «Черноликие» (1965).
В 1968 году в Уфе был открыт Уфимский государственный институт искусств.
В целях поддержки музыкальной культуры и музыкантов Башкортостана 2 марта 1940 года был создан Союз Советских композиторов БАССР. Председателем Союза был избран М. М. Валеев, автор первой башкирской оперы «Хакмар».
В 2012 году в состав Союза композиторов Республики Башкортостан входили 31 композитор и 15 музыковедов.

## Башкирская эстрада
Башкирская эстрада представлена исполнителями: Айдар Галимов, Алтынай Валитов, Ильгиз Абдрахманов, Роберт Юлдашев, Тимур ZinDan Валитов, Урал Ибатуллин, группами «Башстайл», «Йатаган», «Хомай», «Шау-Шоу», «EuroАзия», и др.
Татарские артисты частично представлены и на башкирской эстраде, так как множество татар живёт в Башкортостане. Айдар Галимов, Хания Фархи, Василя Фаттахова, Анвар Нургалиев, Элвин Грей и некоторые другие считаются и татарскими, и башкирскими артистами.
У истоков зарождения рок-движения в республике стояли башкирские группы «Дервиш-хан» и «Рух». Гастролируют по стране рок группы «Бурелар», ДДТ, Lumen.
Главное мероприятие башкирской эстрады — ежегодный конкурс «Йыл йыры» («Песня года»), в 2016 г. переименованный в «Хиттар парады» («Хит-парад»).
На территории Башкортостана вещает развлекательный телеканал «Туган тел», передающий башкирскую популярную музыку.

## Фестивали и конкурсы
Фестиваль музыки композиторов Урала и Поволжья (проводился в Уфе в 1983, 1989, 1995 годах).
Республиканский фестиваль оперного искусства «Шаляпинские вечера».
Международный конкурс-фестиваль музыкального творчества тюркской молодёжи «Урал моно».
Фестиваль рок-музыки «Белая река» (с 2012 года).
Фестиваль популярной музыки и танца «Крещенские морозы».
Открытый конкурс музыкантов — исполнителей имени Наримана Сабитова.

## Музыкальные коллективы
- Национальный симфонический оркестр Республики Башкортостан[15]. Оркестр Республики Башкортостан записал «Антологию башкирской симфонической музыки» из 11 компакт-дисков. В антологию вошли классические произведения композиторов Башкортостана.
- Национальный оркестр народных инструментов Республики Башкортостан (2001)
- Оркестр ГТРК «Башкортостан»
- Камерный оркестр «Башкирия»
- Бигматур — уфимский музыкальный коллектив

## Известные музыканты
- Альмухаметов Газиз Салихович (1895—1938) — первый башкирский профессиональный певец, оперный певец, автор ряда опер. Первый певец «Народный артист Башкирской АССР» (1929). Основоположник Башкирского театра оперы и балета.
- Абдразаков Аскар Амирович — оперный певец (бас), солист Мариинского театра, народный артист Республики Башкортостан
- Абдразаков Ильдар Амирович — оперный певец (бас), солист Мариинского театра, народный артист Республики Башкортостан (2011), народный артист Республики Башкортостан (2013).
- Аргинбаева Светлана Робертовна (р.1966) — Лауреат III премии Международного конкурса вокалистов имени Виотти (Испания) (1994),Заслуженная артистка Республики Башкортостан (1995), Народная артистка Республики Башкортостан (2003).
- Ахметшина Айгуль Гайсовна —  башкирская оперная певица, солистка «Ковент-Гарден» (Лондон). Заслуженный артист Республики Башкортостан (2021), лауреат International Opera Awards (2023).
- Баева Вера Михайловна (р.1936) — оперная певица, народная артистка СССР (1986).
- Башенев Валерий Алексеевич (р.1942) — баянист, заслуженный деятель искусств Башкирской АССР (1987), профессор.
- Булатов Рустем Баянович (р.1980) — известный рок-музыкант, вокалист группы «Lumen»
- Газиев Идрис Мударисович (р.1960) — певец, народный артист Республики Башкортостан (1993), народный артист Республики Татарстан (2002), заслуженный артист Российской Федерации (1999).
- Губин Андрей Викторович (р.1974) — российский эстрадный поп-исполнитель.
- Губайдуллин Марат Рустамович (р.1980) — российский пианист, лауреат международных конкурсов, обладатель почётной награды Сирии «За вклад и развитие академической музыки в Сирии» (2011).
- Идрисов Фарит Фатихович — автор музыки гимна Башкортостана
- Исмагилов Загир Гарипович (1917—2003) — выдающийся башкирский композитор.
- Каримова Альфия Закуановна — ведущая солистка театра «Астана Опера» (Казахстан), лауреат международных конкурсов вокалистов (им. Н.Римского-Корсакова (Санкт-Петербург, Россия), им. Ф.Виньяса (Барселона, Испания), Бибигуль Тулегеновой и др.) Заслуженная/народная артистка Республики Башкортостан (2012/2021).
- Киреев Олег Хусаинович — российский джазовый музыкант, саксофонист, композитор, продюсер.
- Монастырский Вадим Наумович — пианист, заслуженный артист Башкирской АССР (1977)
- Муртазин Владислав Львович — органист, народный артист РБ.
- Муртазина Миляуша Галеевна — певица (сопрано), профессор УГИИ, «Почётный гражданин города Уфы».
- Никанорова Татьяна Леонидовна (р.1966) — певица, солистка Театра оперы и балета в Уфе, народная артистка РБ (2008).
- Родионов Геннадий Степанович — певец бас, народный артист РБ.
- Спиваков Владимир Теодорович (р.1944) — российский скрипач и дирижёр, основатель и руководитель оркестра «Виртуозы Москвы», народный артист СССР (1990).
- Тиманова Вера Викторовна (1855—1942) — пианистка.
- Хисматуллин Магафур Хисматуллович (1915—2004) — оперный певец. Заслуженный артист Башкирской АССР (1949). Народный артист Башкирской АССР (1953). Заслуженный артист РСФСР (1955). Народный артист РСФСР (1965). Первый исполнитель партии Салавата в опере З.Исмагилова «Салават Юлаев».
- Шевчук Юрий Юлианович (р.1957) — советский и российский музыкант, поэт, композитор. Народный артист Республики Башкортостан (2005).

## Учебные заведения
- Уфимский государственный институт искусств имени Загира Исмагилова (основан в 1967 г.)
- Башкирский государственный педагогический университет имени М. Акмуллы, Институт педагогики (профиль: музыка)
- Уфимское училище искусств (основано в 1921 г.)
- Салаватский музыкальный колледж (основан в 1961 г.)
- Музыкальный колледж города Октябрьский (основан в 1969 г.)
- Колледж искусств и культуры города Учалы имени Салавата Низаметдинова
- Колледж искусств города Сибая (основан в 1997 г.)
- Башкирский  республиканский колледж культуры и искусства (Стерлитамак) (основан в 1933 г.)
- Республиканская  гимназия-интернат  имени Газиза Альмухаметова (общеобразовательная школа и музыкальная школа).

## Музыковедение
Первыми музыковедческими работами в Башкортостане были сообщения о концертах, гастролях музыкантов, сообщения о выступлениях артистов и исполнителей Башкортостана. Историю развития музыкального искусства в республике до Октябрьской революции описывали Ш.Бабич, М.Гафури, Х.Кильдебек, С. Л. Рамиев. После 1917 года музыкально—просветительской деятельностью в Башкортостане занимались Г. С. Альмухаметов, С.Габяши, М. В. Кугушева, И. В. Салтыков.
Одной из первых музыковедческих работ стал очерк Альмухаметова «Башҡорт сәвит музыкаһы тыуҙырыу өсөн көрәш юлында» (1933; «В борьбе за создание башкирской советской музыки»). Х. Ф. Ахметов, Л. Н. Лебединский, Н. А. Шумской, А. А. Харисов стали авторами работ о башкирской музыкальной культуре: «Композиторы Башкирии» (1955), «Башкирские народные песни и наигрыши», «Музыкальная культура автономных республик РСФСР» (1957). Материалы Н. Ш. Губайдуллиной «История башкирской советской музыки» (1968) вошли в издание «История музыки народов СССР» (тома 1—5, 1970—1974).
В 1960—1970-е годы XX века авторами музыковедческих работ были Л. П. Атанова — статьи об Альмухаметове, М. М. Валееве, Р. Л. Габитове, Х. Ш. Заимове, Р. А. Муртазине; М. З. Багиирова о К. Ю. Рахимове; Шумская — стать о Ахметове; А.Ү.Сабитова — статья о Р. В. Сальманове; А. Г. Бикчентаева — о Сабитове; ҮВ. М. Бикмухаметова — о Ш. Ш. Ибрагимове; Р. Х. Хайруллина «Мастера оперного искусства Башкирии», «Мастера балетного искусства Башкирии», о М. Х. Хисматуллине; Б.Бикбай «Халык йырсыһы Хәбир Ғәлимов» («Народный певец Хабир Галимов»); Р. Р. Ахмадиева — о Г. С. Хабибуллине, Б. Н. Валеевой.
В 1970—1990-е годы в Башкортостане изданы труды о башкирской профессиональной и народной музыке: «Научно-методические записки», «Вопросы музыковедения», «Вопросы искусствознания», «Вопросы искусствоведения», «Вопросы истории башкирской музыкальной культуры», авторами которых были Л. И. Алексеева, Г. Н. Ахмадеева, Г. С. Галина, Н. Ф. Гарипова, Н. А. Еловская, Р. Х. Исламгулова, С. Ю. Каримова, Е. К. Карпова, В. К. Ланге, М. Г. Муртазина, Т. М. Русанова, М. П. Фоменков, Р. Ю. Шайхутдинов.
В 1980—2000-е годы изданы справочные издания: «Композиторы Башкирии» (1982) Атановой, «Композиторы Советской Башкирии» (1987) Давыдовой, «Башкирская профессиональная музыка» (1994), «Композиторы и музыковеды Башкортостана» (2002); библиографический указатель «Музыкальное искусство Башкирской АССР в период развитого социализма» (1985, сост. В. А. Башенев); нотографический указатель «Башкирская народная музыка» (1988; сост. Ахметжанова). В 90-е годы изданы монографии по фольклористике — «Башкирская инструментальная музыка. Наследие» (1996) Ахметжановой, «Фактура башкирской монодии. Инструментальное исполнительство» (1998) Рахимова, «Башкирские баиты и мунажаты: тематика, поэтика, мелодика» (2006) Галиной; фольклорный сборник «Бишек йыры» (1994; «Колыбельная песня»; составитель А. М. Кубагушев), «Башҡорт халык йырҙары, йыр-риүәйәттәре» (1997; «Башкирские народные песни, песни-предания»; сост. Ф. А. Надршина), сборник «Халҡым йыры» (1995; «Песни моего народа»; сост. Ф. А. Кильдиярова), издание «Башҡорт халыҡ музыка сәнгәте» (вып. 1—3, 2001—2005; «Башкирское народное музыкальное искусство»; составитель Р. С. Сулейманов), «Башкирские народные протяжные песни»; составитель Л. К. Сальманова, «Башкирская этномузыкология» (2008) Ахметжановой и др., описания творчества композиторов — «Хусаин Ахметов» (1994), «Загир Исмагилов» (1997) Галиной, «Башкирская академическая музыка. Традиции и современность» (2005) Скурко, «Зеркало для маэстро» (2007) Л. Р. Латыповой; учебники «Очерки по истории башкирской музыки» (вып. 1—2, 2001—2006), «Башҡорт йыры» (2002; «Башкирская песня») М. С. Алкина, «Культура Башкортостана» (раздел «Музыкальное искусство») для 7—10 классов школ (2002—2005), «Башкирская музыкальная литература» для детских музыкальных школ (2005).